# قائمة قرارات مجلس الأمن التابع للأمم المتحدة لعام 1993
تتضمن قائمة قرارات مجلس الأمن التابع للأمم المتحدة لعام 1993 جميع القرارات الصادرة عن مجلس الأمن التابع للأمم المتحدة خلال العام 1993.

## القائمة
| رقم القرار | الرمز           | نص القرار                         | موضوع القرار |
| ---------- | --------------- | --------------------------------- | --- |
| 800        | S/RES/800(1993) | نص الوثيقة على موقع الأمم المتحدة | قبول الجمهورية السلوفاكية عضوا في الأمم المتحدة                                                                                       |
| 801        | S/RES/801(1993) | نص الوثيقة على موقع الأمم المتحدة | قبول الجمهورية التشيكية عضوا في الأمم المتحدة                                                                                         |
| 802        | S/RES/802(1993) | نص الوثيقة على موقع الأمم المتحدة | الحالة في كرواتي |
| 803        | S/RES/803(1993) | نص الوثيقة على موقع الأمم المتحدة | الحالة في الشرق الأوسط |
| 804        | S/RES/804(1993) | نص الوثيقة على موقع الأمم المتحدة | الحالة في أنغول |
| 805        | S/RES/805(1993) | نص الوثيقة على موقع الأمم المتحدة | محكمة العدل الدولية |
| 806        | S/RES/806(1993) | نص الوثيقة على موقع الأمم المتحدة | الحالة بين العراق والكويت |
| 807        | S/RES/807(1993) | نص الوثيقة على موقع الأمم المتحدة | الحالة في كرواتي |
| 808        | S/RES/808(1993) | نص الوثيقة على موقع الأمم المتحدة | المحكمة الدولية لمحاكمة الأشخاص المسؤولين عن الانتهاكات الجسيمة للقانون الإنساني الدولي التي ارتكبت في إقليم يوغوسلافيا السابقة       |
| 809        | S/RES/809(1993) | نص الوثيقة على موقع الأمم المتحدة | الحالة المتعلقة بالصحراء الغربية |
| 810        | S/RES/810(1993) | نص الوثيقة على موقع الأمم المتحدة | الحالة في كامبودي |
| 811        | S/RES/811(1993) | نص الوثيقة على موقع الأمم المتحدة | الحالة في أنغول |
| 812        | S/RES/812(1993) | نص الوثيقة على موقع الأمم المتحدة | الحالة في أنغول |
| 813        | S/RES/813(1993) | نص الوثيقة على موقع الأمم المتحدة | الحالة في ليبري |
| 814        | S/RES/814(1993) | نص الوثيقة على موقع الأمم المتحدة | الحالة في الصومال |
| 815        | S/RES/815(1993) | نص الوثيقة على موقع الأمم المتحدة | الحالة في كرواتي |
| 816        | S/RES/816(1993) | نص الوثيقة على موقع الأمم المتحدة | الحالة في البوسنة والهرسك |
| 817        | S/RES/817(1993) | نص الوثيقة على موقع الأمم المتحدة | قبول جمهورية مقدونيا اليوغوسلافية السابقة عضوا في الأمم المتحدة                                                                       |
| 818        | S/RES/818(1993) | نص الوثيقة على موقع الأمم المتحدة | الحالة في الموزامبيق |
| 819        | S/RES/819(1993) | نص الوثيقة على موقع الأمم المتحدة | الحالة في البوسنة والهرسك |
| 820        | S/RES/820(1993) | نص الوثيقة على موقع الأمم المتحدة | الحالة في البوسنة والهرسك |
| 821        | S/RES/821(1993) | نص الوثيقة على موقع الأمم المتحدة | الحالة في جمهورية يوغوسلافيا السابقة                                                                                                  |
| 822        | S/RES/822(1993) | نص الوثيقة على موقع الأمم المتحدة | الحالة بين جمهورية أرمينيا وجمهورية أذربيجان                                                                                          |
| 823        | S/RES/823(1993) | نص الوثيقة على موقع الأمم المتحدة | الحالة في أنغول |
| 824        | S/RES/824(1993) | نص الوثيقة على موقع الأمم المتحدة | الحالة في البوسنة والهرسك |
| 825        | S/RES/825(1993) | نص الوثيقة على موقع الأمم المتحدة | الحالة في جمهورية كوريا الديمقراطية الشعبية                                                                                           |
| 826        | S/RES/826(1993) | نص الوثيقة على موقع الأمم المتحدة | الحالة في كمبودي |
| 827        | S/RES/827(1993) | نص الوثيقة على موقع الأمم المتحدة | المحكمة الدولية لمحاكمة الأشخاص المسؤولين عن الانتهاكات الجسيمة للقانون الإنساني الدولي التي ارتكبت في إقليم يوغوسلافيا السابقة       |
| 828        | S/RES/828(1993) | نص الوثيقة على موقع الأمم المتحدة | قبول جمهورية إريتريا عضوا في الأمم المتحدة                                                                                            |
| 829        | S/RES/829(1993) | نص الوثيقة على موقع الأمم المتحدة | قبول إمارة موناكو عضوا في الأمم المتحدة                                                                                               |
| 830        | S/RES/830(1993) | نص الوثيقة على موقع الأمم المتحدة | الحالة في الشرق الأوسط |
| 831        | S/RES/831(1993) | نص الوثيقة على موقع الأمم المتحدة | الحالة في قبرص |
| 832        | S/RES/832(1993) | نص الوثيقة على موقع الأمم المتحدة | الحالة في السلفادور |
| 833        | S/RES/833(1993) | نص الوثيقة على موقع الأمم المتحدة | الحالة بين العراق والكويت |
| 834        | S/RES/834(1993) | نص الوثيقة على موقع الأمم المتحدة | الحالة في أنغول |
| 835        | S/RES/835(1993) | نص الوثيقة على موقع الأمم المتحدة | الحالة كمبودي |
| 836        | S/RES/836(1993) | نص الوثيقة على موقع الأمم المتحدة | الحالة في البوسنة والهرسك |
| 837        | S/RES/837(1993) | نص الوثيقة على موقع الأمم المتحدة | الحالة في الصومال |
| 838        | S/RES/838(1993) | نص الوثيقة على موقع الأمم المتحدة | الحالة في البوسنة والهرسك |
| 839        | S/RES/839(1993) | نص الوثيقة على موقع الأمم المتحدة | الحالة في قبرص |
| 840        | S/RES/840(1993) | نص الوثيقة على موقع الأمم المتحدة | الحالة كمبودي |
| 841        | S/RES/841(1993) | نص الوثيقة على موقع الأمم المتحدة | المسألة المتعلقة بهايتي |
| 842        | S/RES/842(1993) | نص الوثيقة على موقع الأمم المتحدة | الحالة في جمهورية مقدونيا اليوغوسلافية السابقة                                                                                        |
| 843        | S/RES/843(1993) | نص الوثيقة على موقع الأمم المتحدة | الحالة في جمهورية يوغوسلافيا السابقة                                                                                                  |
| 844        | S/RES/844(1993) | نص الوثيقة على موقع الأمم المتحدة | الحالة في البوسنة والهرسك |
| 845        | S/RES/845(1993) | نص الوثيقة على موقع الأمم المتحدة | الحالة في جمهورية مقدونيا اليوغوسلافية السابقة                                                                                        |
| 846        | S/RES/846(1993) | نص الوثيقة على موقع الأمم المتحدة | الحالة في رواند |
| 847        | S/RES/847(1993) | نص الوثيقة على موقع الأمم المتحدة | الحالة في جمهورية يوغوسلافيا السابقة                                                                                                  |
| 848        | S/RES/848(1993) | نص الوثيقة على موقع الأمم المتحدة | قبول إمارة أندورا عضوا في الأمم المتحدة                                                                                               |
| 849        | S/RES/849(1993) | نص الوثيقة على موقع الأمم المتحدة | الحالة في جورجي |
| 850        | S/RES/850(1993) | نص الوثيقة على موقع الأمم المتحدة | الحالة في موزامبيق |
| 851        | S/RES/851(1993) | نص الوثيقة على موقع الأمم المتحدة | الحالة في أنغول |
| 852        | S/RES/852(1993) | نص الوثيقة على موقع الأمم المتحدة | الحالة في الشرق الأوسط |
| 853        | S/RES/853(1993) | نص الوثيقة على موقع الأمم المتحدة | الحالة بين جمهورية أرمينيا والجمهورية الأدربيجانية                                                                                    |
| 854        | S/RES/854(1993) | نص الوثيقة على موقع الأمم المتحدة | الحالة جورجي |
| 855        | S/RES/855(1993) | نص الوثيقة على موقع الأمم المتحدة | الحالة في جمهورية يوغوسلافيا السابقة                                                                                                  |
| 856        | S/RES/856(1993) | نص الوثيقة على موقع الأمم المتحدة | الحالة في ليبري |
| 857        | S/RES/857(1993) | نص الوثيقة على موقع الأمم المتحدة | المحكمة الدولية لمحاكمة الأشخاص المسؤولين عن الانتهاكات الجسيمة للقانون الإنساني الدولي المرتكبة في إقليم يوغوسلافيا السابقة منذ 1991 |
| 858        | S/RES/858(1993) | نص الوثيقة على موقع الأمم المتحدة | الحالة في جورجي |
| 859        | S/RES/859(1993) | نص الوثيقة على موقع الأمم المتحدة | الحالة في البوسنة والهرسك |
| 860        | S/RES/860(1993) | نص الوثيقة على موقع الأمم المتحدة | الحالة في كمبودي |
| 861        | S/RES/861(1993) | نص الوثيقة على موقع الأمم المتحدة | المسألة المتعلقة بهايتي |
| 862        | S/RES/862(1993) | نص الوثيقة على موقع الأمم المتحدة | المسألة المتعلقة بهايتي |
| 863        | S/RES/863(1993) | نص الوثيقة على موقع الأمم المتحدة | الحالة في الموزامبيق |
| 864        | S/RES/864(1993) | نص الوثيقة على موقع الأمم المتحدة | الحالة في أنغول |
| 865        | S/RES/865(1993) | نص الوثيقة على موقع الأمم المتحدة | الحالة في الصومال |
| 866        | S/RES/866(1993) | نص الوثيقة على موقع الأمم المتحدة | الحالة في ليبري |
| 867        | S/RES/867(1993) | نص الوثيقة على موقع الأمم المتحدة | الحالة في هاايتي |
| 868        | S/RES/868(1993) | نص الوثيقة على موقع الأمم المتحدة | قوة الأمم المتحدة للحماية |
| 869        | S/RES/869(1993) | نص الوثيقة على موقع الأمم المتحدة | الحالة في جمهورية يوغوسلافيا السابقة                                                                                                  |
| 870        | S/RES/870(1993) | نص الوثيقة على موقع الأمم المتحدة | الحالة في جمهورية يوغوسلافيا السابقة                                                                                                  |
| 871        | S/RES/871(1993) | نص الوثيقة على موقع الأمم المتحدة | الحالة في جمهورية يوغوسلافيا السابقة                                                                                                  |
| 872        | S/RES/872(1993) | نص الوثيقة على موقع الأمم المتحدة | الحالة المتعلقة برواند |
| 873        | S/RES/873(1993) | نص الوثيقة على موقع الأمم المتحدة | الحالة في هايتي |
| 874        | S/RES/874(1993) | نص الوثيقة على موقع الأمم المتحدة | الحالة بين جمهورية أرمينيا والجمهورية الأدربيجانية                                                                                    |
| 875        | S/RES/875(1993) | نص الوثيقة على موقع الأمم المتحدة | الحالة المتعلقة بهايتي |
| 876        | S/RES/876(1993) | نص الوثيقة على موقع الأمم المتحدة | الحالة في جورجي |
| 877        | S/RES/877(1993) | نص الوثيقة على موقع الأمم المتحدة | المحكمة الدولية لمحاكمة الأشخاص المسؤولين عن الانتهاكات الجسيمة للقانون الإنساني الدولي المرتكبة في إقليم يوغوسلافيا السابقة منذ 1991 |
| 878        | S/RES/878(1993) | نص الوثيقة على موقع الأمم المتحدة | الحالة في الصومال |
| 879        | S/RES/879(1993) | نص الوثيقة على موقع الأمم المتحدة | الحالة في الموزامبيق |
| 880        | S/RES/880(1993) | نص الوثيقة على موقع الأمم المتحدة | الحالة في كمبودي |
| 881        | S/RES/881(1993) | نص الوثيقة على موقع الأمم المتحدة | الحالة في جورجي |
| 882        | S/RES/882(1993) | نص الوثيقة على موقع الأمم المتحدة | الحالة في الموزامبيق |
| 883        | S/RES/883(1993) | نص الوثيقة على موقع الأمم المتحدة | تشاد والجماهيرية العربية الليبية بشأن الطرق                                                                                           |
| 884        | S/RES/884(1993) | نص الوثيقة على موقع الأمم المتحدة | الحالة بين جمهورية أرمينيا والجمهورية الأدربيجانية                                                                                    |
| 885        | S/RES/885(1993) | نص الوثيقة على موقع الأمم المتحدة | الحالة في الصومال |
| 886        | S/RES/886(1993) | نص الوثيقة على موقع الأمم المتحدة | الحالة في الصومال |
| 887        | S/RES/887(1993) | نص الوثيقة على موقع الأمم المتحدة | الحالة في الشرق الأوسط |
| 888        | S/RES/888(1993) | نص الوثيقة على موقع الأمم المتحدة | الحالة في السلفادور |
| 889        | S/RES/889(1993) | نص الوثيقة على موقع الأمم المتحدة | الحالة في قبرص |
| 890        | S/RES/890(1993) | نص الوثيقة على موقع الأمم المتحدة | الحالة في أنغول |
| 891        | S/RES/891(1993) | نص الوثيقة على موقع الأمم المتحدة | الحالة المتعلقة برواند |
| 892        | S/RES/892(1993) | نص الوثيقة على موقع الأمم المتحدة | الحالة في جورجي |

## المرجع
1. ↑  "قرارات مجلس الأمن". الأمم المتحدة. مؤرشف من الأصل في 2018-10-19. اطلع عليه بتاريخ 22 شباط / فبراير 2017. {{استشهاد ويب}}: تحقق من التاريخ في: |تاريخ الوصول= (مساعدة)